# Chrystus i Samarytanka (obraz Jacka Malczewskiego z 1909)
Chrystus i Samarytanka – obraz olejny polskiego malarza Jacka Malczewskiego z 1909 roku, należący do zbiorów Muzeum Archidiecezji Warszawskiej.

## Historia i opis obrazu
Malarz sięgał po temat aż czterokrotnie. Zdaniem historyka sztuki Wiesława Juszczaka obrazy te ukazują cztery kolejne etapy rozmowy Jezusa z kobietą z Sychar, tak jak to przekazał Jan Ewangelista w 4 rozdziale swojej ewangelii. Nie należy tych czterech obrazów Malczewskiego traktować jako cztery warianty tej samej kompozycji. Chrystus i Samarytanka z 1909 to malarskie przedstawienie początku rozmowy. Niewiasta usłyszała o wodzie żywej i jest zaciekawiona tym, co do niej mówi Rabbi z Nazaretu, siedzący na cembrowinie Studni Jakuba. Zdaniem Michała Haakego jednak, tematem obrazu jest całościowy sens spotkania Chrystusa i Samarytanki. Chrystus przemawia, spoglądając na postronnego obserwatora, co może sugerować uniwersalny charakter przesłania o wodzie żywej. Zbawiciel ma twarz Malczewskiego. Zaś tłem dla sceny jest przydomowy ogród na krakowskim Zwierzyńcu. Dzieło znajduje się w kolekcji Muzeum Archidiecezji Warszawskiej.

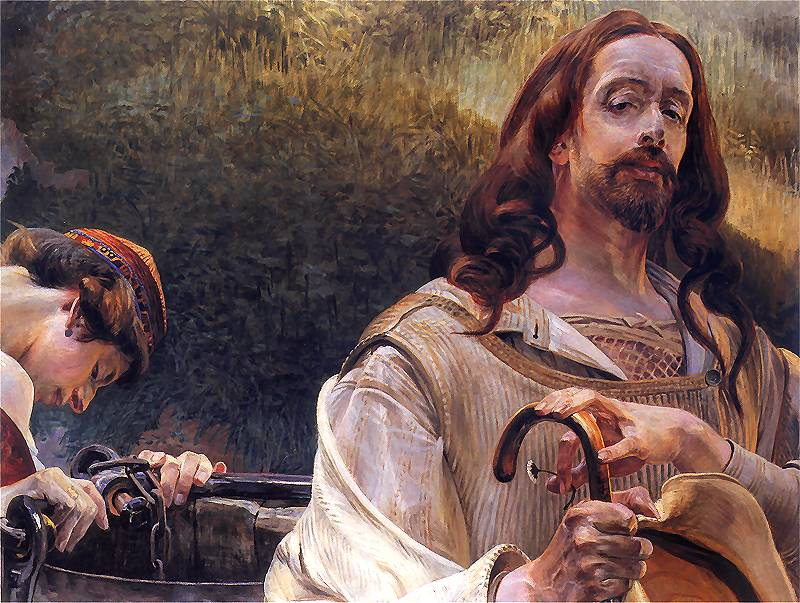
1910
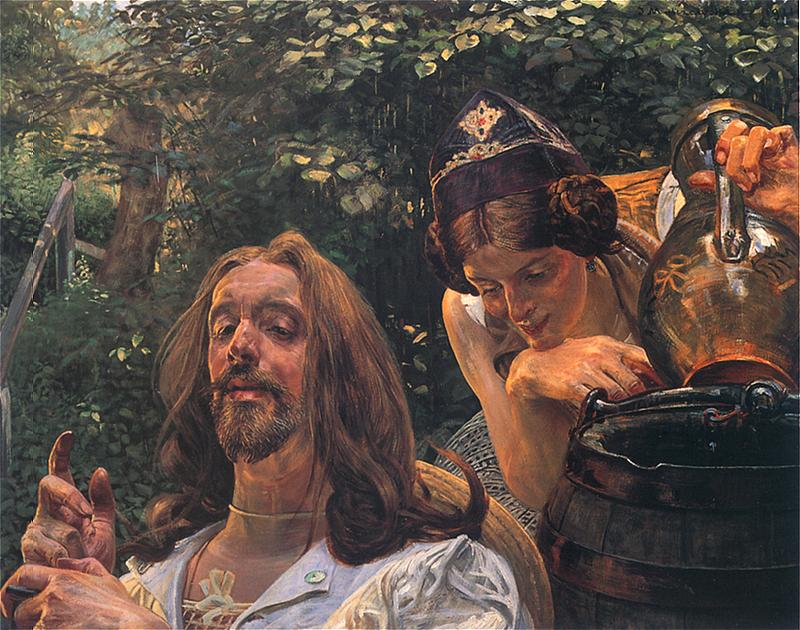
1911
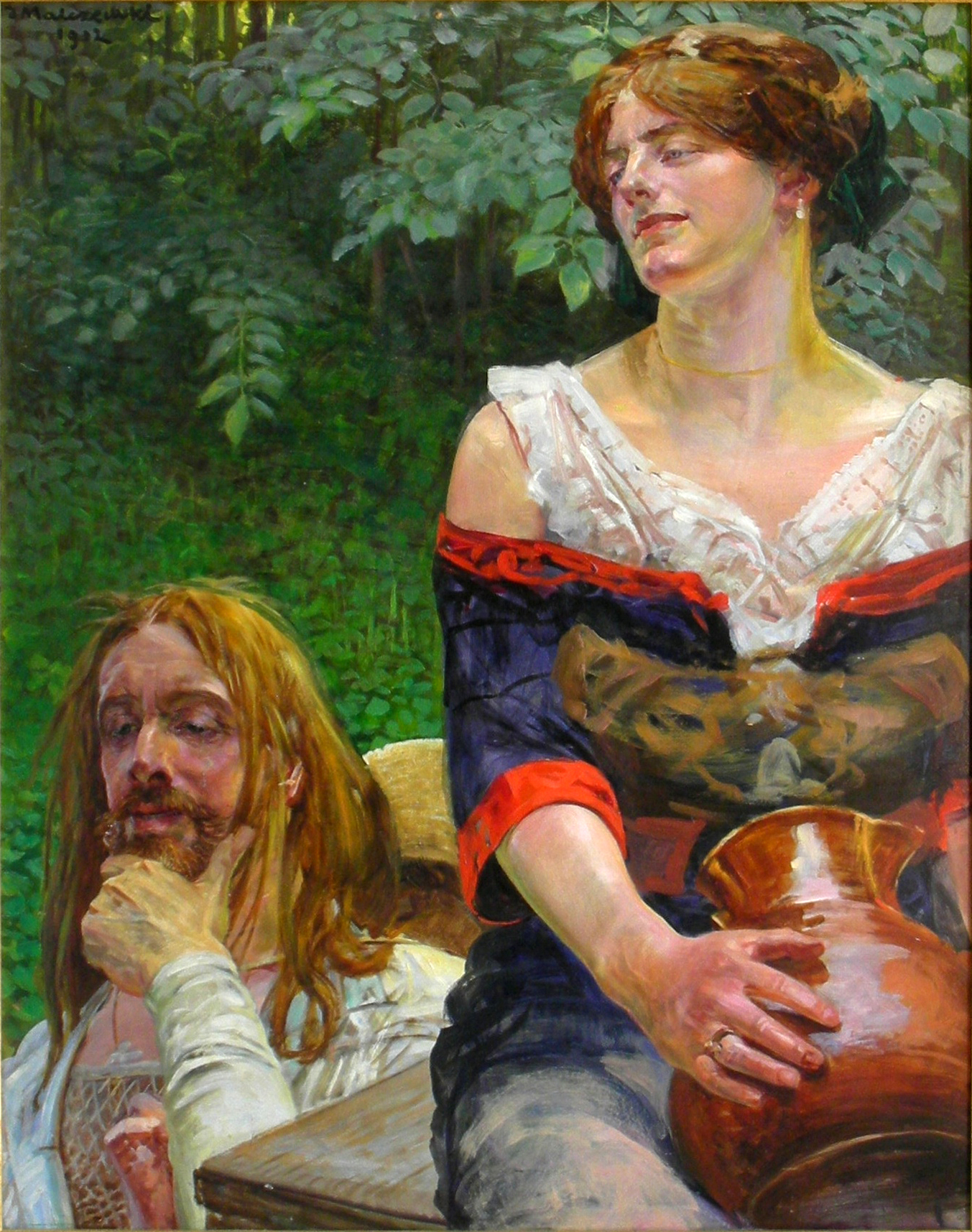
1912